# RollerCoaster Tycoon
RollerCoaster Tycoon (RCT) es un videojuego de estrategia empresarial y construcción y gestión publicado el 31 de marzo de 1999. Fue desarrollado por el programador y diseñador Chris Sawyer, el grafista Simon Foster y el compositor Allister Brimble y publicado por Hasbro Interactive (que fue vendida a Infogrames, más tarde conocida como Atari). A pesar del título, este juego trata sobre todo lo concerniente a un parque de atracciones y no sólo de las montañas rusas. El tremendo éxito de este juego ha traído consigo la aparición de dos secuelas (además de dos expansiones por cada versión). Tras años de espera, otras dos nuevas versiones han sido puestas a la venta, como son RollerCoaster Tycoon 3D (disponible únicamente para Nintendo 3DS) y RollerCoaster Tycoon 4 Mobile (disponible gratis con compras dentro de la aplicación para IOS y Android). También se ha puesto a la venta RollerCoaster Tycoon® 3 para iOS, siendo una copia fiel de su versión para PC, sin ningún recorte en su contenido. En marzo de 2016 se publicó RollerCoaster Tycoon World, el último videojuego de la serie. La interfaz de juego es similar a Transport Tycoon, también obra de Chris Sawyer.

## Descripción

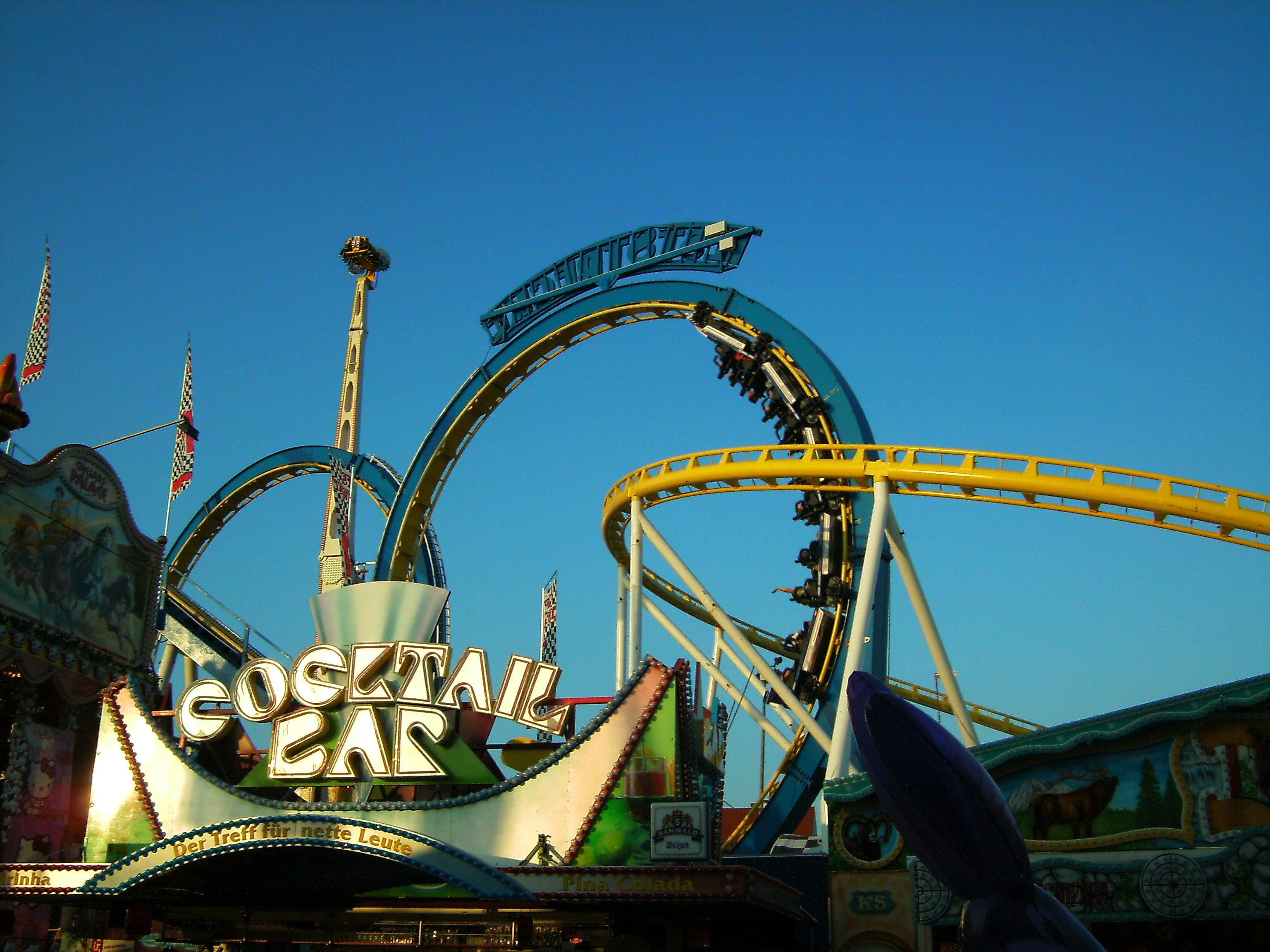
Una clásica «montaña rusa» o roller coaster en inglés

El jugador recibe el control de un parque de atracciones y debe alcanzar una meta, que puede ser desde construir una serie de atracciones hasta llegar a una cierta cantidad de dinero o beneficios. Aunque los niveles pueden seguirse jugando indefinidamente, existe un límite de tiempo para cumplir la misión encomendada. Si pasado ese tiempo se consigue completar el nivel, se liberará un nivel nuevo en la lista de mapas posibles.
También varía el estado en que se recibe el parque de atracciones, pudiendo estar vacío o ser un gran parque con todo tipo de atracciones y montañas rusas.
A comenzar un nivel, se tiene un cierto porcentaje del árbol de tecnologías investigado. Asimismo, se puede dedicar dinero a la investigación de más tecnologías, lo que derivará en nuevas atracciones. Las atracciones se dividen en varias categorías, dependiendo del grado de excitación. También es labor del jugador distribuir caminos, bancos, papeleras, farolas y elementos decorativos, así como contratar guardias de seguridad, mecánicos o encargados de la limpieza. Existe la posibilidad de reestructurar el terreno del mapa, creando elevaciones, túneles o lagos.
Uno de los atractivos de este juego consiste en la creación personalizada de montañas rusas. El jugador construirá estas tramo a tramo, diseñando los ascensos y descensos, las estaciones, los vehículos, etc.
En función del trabajo del jugador, los clientes del parque expresarán sus opiniones. Así, si no hubiera papeleras, probablemente estos se quejarían del estado del suelo, o si diseñáramos una montaña rusa demasiado vertiginosa, no querrían montar en ella.
Una de las críticas más importantes que recibió este juego es la imposibilidad de avanzar en el tiempo a velocidad distinta. Esto lleva a largos períodos de espera por parte del jugador, en los que podría no tener nada que hacer. También fue criticada la ausencia de un editor de niveles, si bien se publicó una herramienta dedicado a esto, aunque sin soporte técnico por parte de la distribuidora.

## Expansiones
Posee dos expansiones:
- CorkScrew Follies (también conocido como Added Atractions) de 1999.
- Loopy Landscapes del 2000.

Además tuvo dos recopilaciones:
- RollerCoaster Tycoon: Gold (también conocido como Totally RollerCoaster) (2002); Incluye juego original con todas sus expansiones.
- RollerCoaster Tycoon: Deluxe (2003); Incluye juego original con todas sus expansiones, además de las nuevas atracciones.

## Series del libro
Las series del libro de RollerCoaster Tycoon fueron lanzados en 2002, el mismo año en que RollerCoaster Tycoon BoardGame y RollerCoaster Tycoon 2 fueron lanzados. Los libros están basados en el juego de computador. Un total de 6 libros fueron lanzados por diferentes autores:
- Sudden Turn, Shane Breaux
- Sabotage!, Shane Breaux
- The Great Coaster Contest, Tracey West
- Kidnapped!, Larry Mike Garmon
- Haunted Park, Katherine Noll
- Spaced Out!, Bobbi Weiss and David Weiss

## Curiosidades
- Chris Sawyer escribió la mayor parte del código en lenguaje ensamblador, algo muy poco habitual en juegos de tal complejidad. Solo una pequeña parte fue escrita en lenguaje C, aquella referida a la interacción con el sistema operativo Windows.[4]
- El juego iba a recibir el nombre White Knuckle, aunque finalmente se optó por seguir la larga serie de juegos de gestión con el subtítulo Tycoon.